# Trackdown
 (février 2021).
Si vous disposez d'ouvrages ou d'articles de référence ou si vous connaissez des sites web de qualité traitant du thème abordé ici, merci de compléter l'article en donnant les références utiles à sa vérifiabilité et en les liant à la section « Notes et références ».
Trackdown est une série télévisée américaine western en 70 épisodes de 30 minutes, en noir et blanc, et diffusée entre le 4 octobre 1957 et le 23 septembre 1959 sur le réseau CBS.
Cette série a été diffusée en France.

## Fiche technique
- Titre original : Trackdown
- Titre français :
- Création :
- Musique :
- Société de diffusion :
- Pays :  États-Unis
- Langue : anglais
- Nombre d'épisodes : 70
- Durée : 30 minutes

## Distribution
- Robert Culp : Hoby Gilman
- Norman Leavitt : Ralph (26 épisodes)
- Ellen Corby : Henrietta Porter (24 épisodes)
- Peter Leeds : Tenner Smith (15 épisodes)
- James Griffith : Aaron Adams (12 épisodes)
- Steve McQueen : Josh Randall, Mal/Wes Cody (2 épisodes)